# ألفريدو رودريغيز (عازف بيانو)
ألفريدو رودريغيز هو عازف جاز وعازف بيانو كوبي، ولد في 7 أكتوبر 1985 في هافانا في كوبا.

## وصلات خارجية
- ألفريدو رودريغيز على موقع ميوزك برينز (الإنجليزية)
- ألفريدو رودريغيز على موقع ديسكوغز (الإنجليزية)